# Gran Premio de Alemania de Motociclismo de 1971
El Gran Premio de Alemania de Motociclismo de 1971 fue la segunda prueba de la temporada 1971 del Campeonato Mundial de Motociclismo. El Gran Premio se disputó el 16 de mayo de 1971 en el Circuito de Hockenheim.

## Resultados 500cc
En 500 c.c., Rob Bron salió rápido con su Suzuki T 500 pero tuvo que rendirse a Giacomo Agostini. El italiano fue tan dominador que acabó con dos vueltas de ventaja sobre los otros corredores. Los motores japoneses de dos tiempos todavía usaban mucho gasolina y Bron tuvo que ir a boxes mientras estaba en segundo lugar. Eso le llevó 30 segundos, por lo que fue superado por Jack Findlay (JADA - Suzuki T 500) y Ron Chandler (Kawasaki H 1 R). Findlay también entró a repostar pero antes de que pudiera reabastecer su motor se averió. Bron y Chandler lucharon por el segundo lugar, que finalmente fue para Rob Bron.
| Pos.    | Piloto             | Equipo         | Tiempo       | Pts. |
| ------- | ------------------ | -------------- | ------------ | ---- |
| 1       | Giacomo Agostini   | MV Agusta      | 1h 15' 16" 9 | 15   |
| 2       | Rob Bron           | Suzuki         | +2 Vueltas   | 12   |
| 3       | Ron Chandler       | Kawasaki       | +2 Vueltas   | 10   |
| 4       | Maurice Hawthorne  | Kawasaki       | +2 Vueltas   | 8    |
| 5       | Alberto Pagani     | LinTo          | +2 Vueltas   | 6    |
| 6       | Tommy Robb         | Seeley         | +2 Vueltas   | 5    |
| 7       | Hans-Otto Butenuth | BMW            | +3 Vueltas   | 4    |
| 8       | Kurt-Willy Bertsch | BMW            | +3 Vueltas   | 3    |
| 9       | Horst Dzierzawa    | Yamaha         | +4 Vueltas   | 2    |
| 10      | John Dodds         | König          | +4 Vueltas   | 1    |
| 11      | Ernest Hiller      | Kawasaki       |              |      |
| 12      | Werner Bergold     | Kawasaki       |              |      |
| 13      | Rolf Rott          | Kawasaki       |              |      |
| Ret     | Keith Turner       | Coleman Suzuki | Ret          |      |
| Ret     | Jupp Tröblinger    | König          | Ret          |      |
| Ret     | Alfred Schwander   | Suzuki         | Ret          |      |
| Ret     | Reinhard Scholtis  | Kawasaki       | Ret          |      |
| Ret     | Christian Ravel    | Kawasaki       | Ret          |      |
| Ret     | Ginger Molloy      | Kawasaki       | Ret          |      |
| Ret     | Gyula Marsovszky   | Linto          | Ret          |      |
| Ret     | Théo Louwes        | Kawasaki       | Ret          |      |
| Ret     | Horst Lahfeld      | König          | Ret          |      |
| Ret     | Udo Kochanski      | BMW            | Ret          |      |
| Ret     | Ted Janssen        | Suzuki         | Ret          |      |
| Ret     | Albert Hund        | Honda          | Ret          |      |
| Ret     | Jim-Frederic Curry | Seeley         | Ret          |      |
| Ret     | Martin Carney      | Kawasaki       | Ret          |      |
| Ret     | Jack Findlay       | Suzuki         | Ret          |      |
| Ret     | Charlie Dobson     | Seeley         | Ret          |      |
| Ret     | Lothar John        | Yamaha         | Ret          |      |
| Ret     | Ivan Carlsson      | Yamaha         | Ret          |      |
| Ret     | Silvano Bertarelli | Kawasaki       | Ret          |      |
| Ret     | Eric Offenstadt    | Kawasaki       | Ret          |      |
| Ret     | Karl Auer          | Matchless      | Ret          |      |
| Fuente: |                    |                |              |      |

## Resultados 350cc
La carrera de 350 cc fue muy emocionante porque Phil Read (Yamaha TR 2 B) se puso en cabeza aunque László Szabó (Yamaha TR 2 B) y Agostini le pudieron seguir la estela. Incluso lograron pasarlo, pero finalmente Read se cayó a causa de una caja de cambios defectuosa, mientras que Szabó no pudo mantener el ritmo a la mitad de la carrera. Theo Bult (Yamsel) fue tercero durante algunas vueltas pero superado por Paul Smart (Yamaha TR 2 B).
| Pos. | Piloto           | Moto      | Tiempo    | Pts. |
| ---- | ---------------- | --------- | --------- | ---- |
| 1    | Giacomo Agostini | MV Agusta | 58' 20" 7 | 15   |
| 2    | László Szabó     | Yamaha    | +52" 2    | 12   |
| 3    | Paul Smart       | Yamaha    | +1' 02"   | 10   |
| 4    | Theo Bult        | Yamsel    |           | 8    |
| 5    | Jarno Saarinen   | Yamaha    |           | 6    |
| 6    | Werner Pfirter   | Yamaha    |           | 5    |
| 7    | Billie Nelson    | Yamaha    |           | 4    |
| 8    | Walter Sommer    | Yamaha    |           | 3    |
| 9    | Jerry Lancaster  | Yamsel    |           | 2    |
| 10   | Lothar John      | Yamaha    |           | 1    |
| 11   | Ivan Carlsson    | Yamaha    |           |      |
| 12   | Rudolf Fröhling  | Yamaha    |           |      |
| 13   | Enzo Simonetti   | Yamaha    |           |      |
| 14   | Wolfgang Stephan | Yamaha    |           |      |
| 15   | Alfred Schwander | Yamaha    |           |      |
| Ret  | Martti Pesonen   | Yamaha    | Ret       |      |
| Ret  | Phil Read        | Yamsel    | Ret       |      |

## Resultados 250cc
En el cuarto de litro, un grupo líder compuesto por Phil Read, Rodney Gould y Ginger Molloy se formó rápidamente. Gould y Molloy se retiraron, por lo que el segundo lugar fue para Klaus Huber, quien había comenzado en el puesto 32. John Dodds fue tercero, pero a menos de 1 segundo por delante de Gyula Marsovszky, Kent Andersson y János Drapál. Los siete primeros pilotaron una Yamaha.
| Pos. | Piloto              | Moto      | Tiempo       | Pts. |
| ---- | ------------------- | --------- | ------------ | ---- |
| 1    | Phil Read           | Yamaha    | 1h 00' 42" 2 | 15   |
| 2    | Klaus Huber         | Yamaha    | +22" 2       | 12   |
| 3    | John Dodds          | Yamaha    | +25"         | 10   |
| 4    | Gyula Marsovszky    | Yamaha    | +25" 6       | 8    |
| 5    | Kent Andersson      | Yamaha    | +25" 8       | 6    |
| 6    | János Drapál        | Yamaha    | +26"         | 5    |
| 7    | László Szabó        | Yamaha    |              | 4    |
| 8    | Theo Bult           | Yamsel    |              | 3    |
| 9    | Jerry Lancaster     | Yamsel    |              | 2    |
| 10   | Leo Commu           | Yamaha    |              | 1    |
| 11   | Werner Pfirter      | Yamaha    |              |      |
| 12   | Gunther Fischer     | Yamaha    |              |      |
| 13   | Walter Sommer       | Yamaha    |              |      |
| 14   | Steve Ellis         | Yamaha    |              |      |
| 15   | Jarno Saarinen      | Yamaha    |              |      |
| Ret  | Günter Bartusch     | MZ        | Ret          |      |
| Ret  | Dieter Braun        | Yamaha    | Ret          |      |
| Ret  | Rodney Gould        | Yamaha    | Ret          |      |
| Ret  | Silvio Grassetti    | MZ        | Ret          |      |
| Ret  | Börje Jansson       | Yamaha    | Ret          |      |
| Ret  | Nico van der Zanden | Yamaha    | Ret          |      |
| Ret  | Ginger Molloy       | Yamaha    | Ret          |      |
| Ret  | Renzo Pasolini      | Aermacchi | Ret          |      |
| Ret  | Barry Sheene        | Derbi     | Ret          |      |
| Ret  | Paul Smart          | Yamaha    | Ret          |      |

## Resultados 125cc
En el octavo de litro, comenzó a impresionar el debutante Barry Sheene con su anticuado Suzuki RT 67 cuando incluso tomó la delantera al comienzo de la carrera. El británico peleó con Ángel Nieto (Derbi) por el liderato, mientras que la pelea por el tercer lugar fue entre Gilberto Parlotti (Morbidelli) y Dave Simmonds (Kawasaki). Simmonds pudo liberarse de Parlotti, y ganó la carrera cuando los dos líderes cayeron. Kent Andersson (Yamaha) terminó tercero.
| Pos. | Piloto            | Moto       | Tiempo    | Pts. |
| ---- | ----------------- | ---------- | --------- | ---- |
| 1    | Dave Simmonds     | Kawasaki   | 47' 22" 6 | 15   |
| 2    | Gilberto Parlotti | Morbidelli | +44" 2    | 12   |
| 3    | Kent Andersson    | Yamaha     | +59" 9    | 10   |
| 4    | Toni Gruber       | Maico      | +1' 26"   | 8    |
| 5    | Gert Bender       | Maico      | +1' 36" 5 | 6    |
| 6    | Thomas Heuschkel  | MZ         | +1 Vuelta | 5    |
| 7    | Chas Mortimer     | Yamaha     | +1 Vuelta | 4    |
| 8    | Jürgen Lenk       | MZ         | +1 Vuelta | 3    |
| 9    | Jan Huberts       | MZ         | +1 Vuelta | 2    |
| 10   | Bernd Köhler      | MZ         | +1 Vuelta | 1    |
| 11   | Rolf Minhoff      | Maico      |           |      |
| 12   | Fritz Reitmaier   | Maico      |           |      |
| 13   | Friedhelm Kohlar  | MZ-RE      |           |      |
| 14   | Rainer Tschmarke  | Maico      |           |      |
| 15   | Siegfried Lohmann | MZ         |           |      |
| Ret  | Dieter Braun      | Maico      | Ret       |      |
| Ret  | Börje Jansson     | Maico      | Ret       |      |
| Ret  | Ángel Nieto       | Derbi      | Ret       |      |
| Ret  | Barry Sheene      | Suzuki     | Ret       |      |

## Resultados 50cc
En la categoría de menor cilindrada, Jan de Vries repetía triunfo con más de un minuto de ventaja. Sin embargo, tuvo un poco más de problemas para sacudirse Rudolf Kunz y Ángel Nieto, hasta que Nieto cometió un error y tuvo que atravesar la hierba.
| Pos. | Piloto                  | Moto     | Tiempo    | Pts. |
| ---- | ----------------------- | -------- | --------- | ---- |
| 1    | Jan de Vries            | Kreidler | 45' 46"   | 15   |
| 2    | Rudolf Kunz             | Kreidler | +5" 4     | 12   |
| 3    | Ángel Nieto             | Derbi    | +2' 02" 7 | 10   |
| 4    | Federico van der Hoeven | Derbi    | +3' 23" 9 | 8    |
| 5    | Aalt Toersen            | Jamathi  | +3' 23" 9 | 6    |
| 6    | Juan Parés March        | Derbi    |           | 5    |
| 7    | Leo Commu               | Jamathi  |           | 4    |
| 8    | Harald Bartol           | Kreidler |           | 3    |
| 9    | Ulrich Graf             | Kreidler |           | 2    |
| 10   | Hans-Jürgen Hummel      | Kreidler |           | 1    |
| 11   | Ryszard Mankiewicz      | Kreidler |           |      |
| 12   | Dieter Gedlich          | Kreidler |           |      |
| 13   | Otello Buscherini       | Villa    |           |      |
| 14   | Franz Velten            | Kreidler |           |      |
| 15   | Raimund Luritzhofer     | Kreidler |           |      |
| Ret  | Etienne Delamarre       | Kreidler | Ret       |      |
| Ret  | André Millard           | Kreidler | Ret       |      |
| Ret  | Jean-Louis Pasquier     | Derbi    | Ret       |      |